# Віконт Ґрандісон

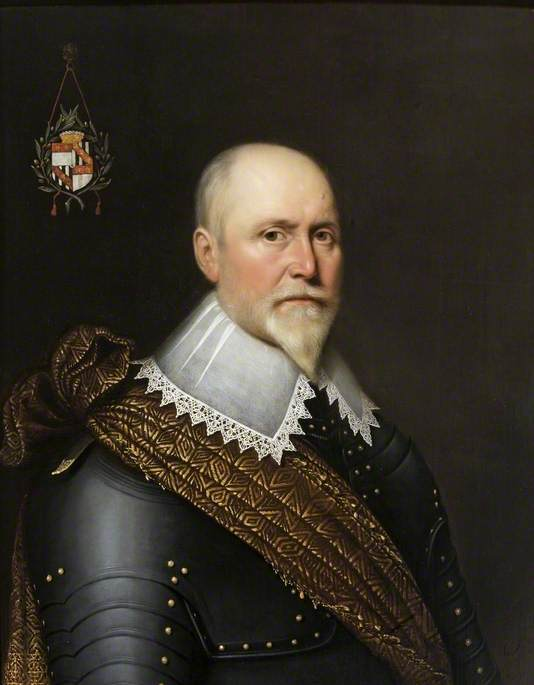
Олівер Сент-Джон — І віконт Ґрандісон, І барон Трегоз.

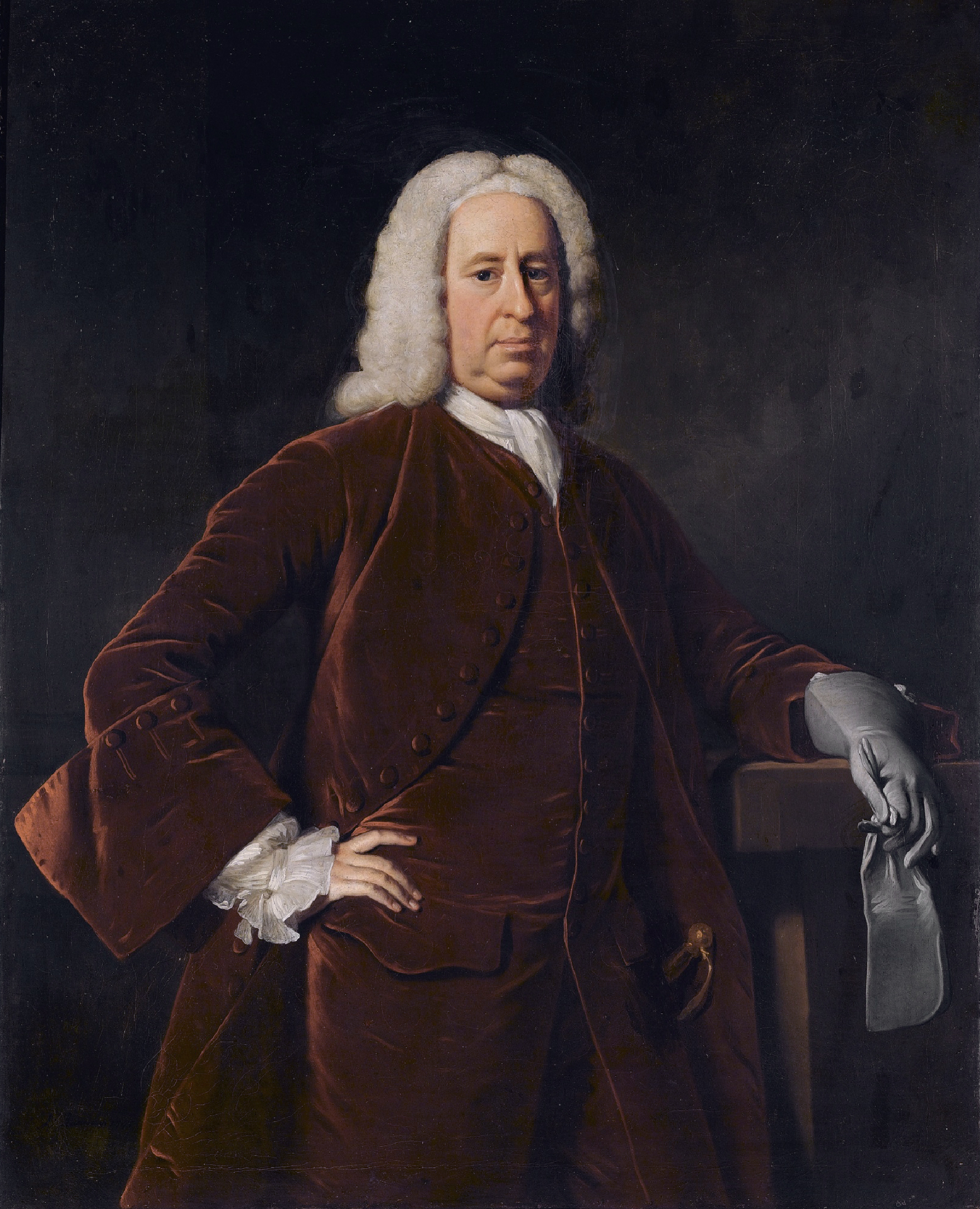
Джон Фіцджеральд Вільєрс — І граф Ґрандісон.

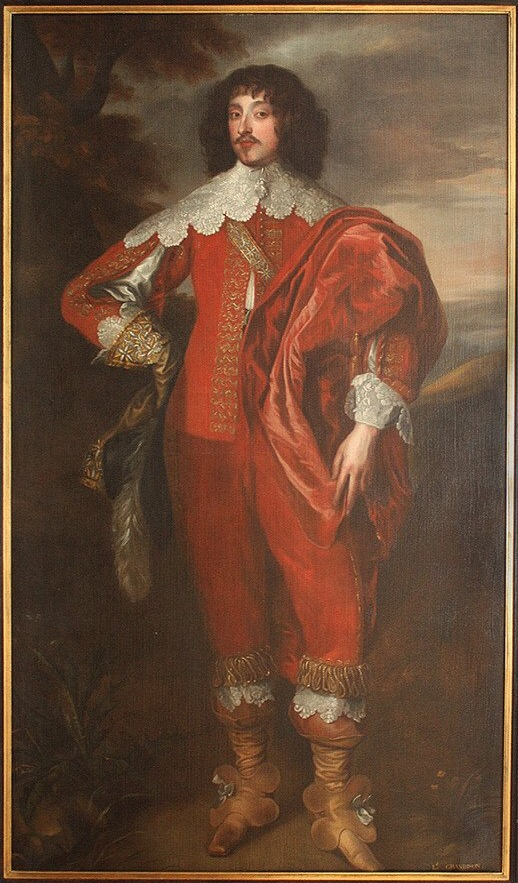
Вільям Вільєрс, 2-й віконт Грандісон.

Віконт Ґрандісон (англ. — Viscount Grandison) — аристократичний титул в перстві Ірландії.

## Історія віконтів Ґрандісон
Титул віконт Ґрандісон з Лімерику в перстві Ірландії був створений у 1620 році для сера Олівера Сент-Джона, що обіймав на той час посаду лорд-намісника Ірландії. Він був нащадком і тезкою Олівера Сент-Джона, чий старший брат сер Джон Сент-Джон був предком баронів Сент-Джон з Блетсо та графів Болігброк. Крім того, племінник Сент-Джона сер Джон Сент-Джон — І баронет Сент-Джон з Лідіард Трегоз був предком віконтів Болінгброк та віконтів Сент-Джон. Титул віконтів Ґрандісон був створений для нащадків Сера Олівера Сент-Джона чоловічої статі та для нащадків його племінниці Барбари Вільєрс. Вона була дружиною сера Едвардса Вільєрса — старшого зведеного брата Джорджа Вільєрса — І герцога Бекінгемського, Крістофера Вільєрса — І графа Англсі, Джона Вільєрса — І віконта Пербека.
У 1626 році І віконт Ґрандісон отримав титул барона Трегоз в перстві Англії з правом успадкування нащадками чоловічої статі. Після його смерті в 1630 році титул барона Трегоз зник, бо він не мав синів. Титул віконта Ґрандісон успадкував Вільям Вільєрс — старший син Барбари та сера Едварда Вільєрса. Вільям Вільєрс — ІІ віконт Ґрандісон (1614—1643) був прихильником короля Англії Карла І, брав участь в громадянській війні на Британських островах. Помер від ран, отриманих у битві при Брістолі в 1643 році. Його дочка — її світлість Барбара Вільєрс була коханкою короля Карла ІІ і отримала титул герцогині Клівленд у 1670 році. ІІ віконт Ґрандісон не мав синів, титул віконта успадкував його молодший брат, що став ІІІ віконтом Ґрандісон. Він помер бездітним, титул віконта успадкував його молодший брат, що став IV віконтом Ґрандісон. Після його смерті титул успадкував його онук, що став V віконтом Ґрандісон. Він був сином його світлості бригадного генерала Едварда Вільєрса (помер у 1693 році). У 1721 році V віконт Ґрандісон отримав титул графа Ґрандісон в перстві Ірландії. Але він не мав синів на момент смерті і титул графа Ґрандісон зник. Але титул віконта успадкував його двоюрідний брат Вільям Вільєрс — ІІІ граф Джерсі, що став VI віконтом Ґрандісон. Лорд Джерсі був правником сера Едварда Вільєрса — п'ятого сина Барбара та сера Едварда Вільєрса.
У 1746 році Елізабет Мейсон — дочка Джона Вільєрса — І графа Ґрандісона отримала титул віконтеси Ґрандісон, а в 1767 році отримала титул віконтеси Вільєрс та графині Ґрандісон. Усі три титули були в перстві Ірландії. Але вони зникли після смерті ІІ графа в 1800 році.

## Віконти Ґрандісон
- Олівер Сент-Джон (бл. 1560—1630) — І віконт Ґрандісон
- Вільям Вільєрс (1614—1643) — ІІ віконт Ґрандісон
- Джон Вільєрс (помер близько  1661) — ІІІ віконт Ґрандісон
- Джордж Вільєрс (бл. 1617—1699) — IV віконт Ґрандісон (дід Пітта Старшого по материнській лінії)
- Джон Вільєрс (1692—1766) — V віконт Грандісон (отримав титул графа Ґрандісон у 1721 році)
- Вільям Вільєрс (помер у 1769 р.) — ІІІ граф Джерсі, VI віконт Грандісон

## Графи Ґрандісон (перше створення титулу, 1721)
- Джон Вільєрс (1692—1766) — І граф Грандісон, V віконт Грандісон, його сини: Джеймс Вільєрс (помер у 1732 р.) — лорд Вільєрс, Вільям Вільєрс (1715—1739) — лорд Вільєрс.

## Графи Ґрандісон (друге створення титулу, 1767)
- Елізабет Мейсон (померла 1782 р.) — І графиня Грандісон
- Джордж Мейсон-Вілльєрс (1751—1800) — ІІ граф Грандісон